# 多苞蔷薇
多苞蔷薇（学名：Rosa multibracteata）为蔷薇科蔷薇属下的一个种。

## 扩展阅读
- 維基物種上的相關：多苞蔷薇